# Laurel Holloman
Laurel Holloman, född 23 maj 1971 i Chapel Hill, North Carolina, USA, är en amerikansk skådespelare, främst känd för rollen som "Tina Kennard" i TV-serien The L Word.